# Viaje al Centro de la Tierra
Viaje al Centro de la Tierra ist das vierte Studioalbum von Diego Gutiérrez. Die Lieder, aus denen es besteht, sind Texte, die von Diego Gutiérrez von Dichtern und Schriftstellern aus Zentralkuba vertont wurden. Dieses Werk zeichnet sich durch die generische Vielfalt aus, die die Produktion dieses Singer-Songwriters auszeichnet, und seine Klänge von Pop-Rock, Latin Pop, Folk und kubanischer Musik zeichnen sich aus.

## Produktion
Für die Aufnahme dieses Albums wandte sich Diego Gutiérrez zum zweiten Mal an den Gitarristen Emilio Martiní für Arrangements und gemeinsame Plattenproduktion. Es wurde in den PM Records Studios in Havanna aufgenommen und enthielt wichtige kubanische und ausländische Instrumentalisten.
Die Lieder, aus denen es besteht, sind Gedichte berühmter kubanischer Schriftsteller, die im Laufe der Jahre in Lieder verwandelt wurden, in Freundschaft, die in der Zeit geteilt wurde, als Gutiérrez in Santa Clara, einer Provinz in Zentralkuba, lebte. Daher der Titel des Albums, das auch eine Hommage an die Arbeit von Jules Verne ist.
Dieses Album wurde im Januar 2022 offiziell in Kuba in einem Konzert in der Casa de las Américas vorgestellt.

## Titelliste
1. ...tres...cuatro (Diego Gutiérrez) – 0:32
2. Son de la nada (Diego Gutiérrez – Samuel Feijóo) – 4:27
3. Memorias (Diego Gutiérrez – Alexis Castañeda) – 3:o9
4. Casi alondra (Diego Gutiérrez – Yamil Díaz) – 3:35
5. Sin final feliz (Diego Gutiérrez – Alpidio Alonso) – 3:57
6. A many splendored thing (Diego Gutiérrez-Sigfredo Ariel) – 3:39
7. Carta de Penélope a Odiseo (Diego Gutiérrez – Edelmis Anoceto) – 4:06
8. Definición del cariño (Diego Gutiérrez – Arístides Vega) – 3:41
9. Circo (Diego Gutiérrez – Carlos Galindo) – 4:12
10. Pasa flotando la casa de la muerte (Diego Gutiérrez – Frank Abel Dopico) – 5:02
11. El maniquí (Diego Gutiérrez – Pedro Llanes) – 3:57
12. Cincuenta por ciento (Diego Gutiérrez – Ricardo Riveron) – 6:39

## Albumstaffel
- Musik und Stimme in allen Liedern: Diego Gutiérrez
- Tonproduzenten: Emilio Martiní und Diego Gutiérrez
- Arrangements: Emilio Martiní
- E-Gitarre und akustische Gitarre: Emilio Martiní
- Programmierung, Rhodes Piano, Keyboard und Melodica: Emilio Martiní
- Akustische Gitarre Spuren 6, 10, 11: Diego Gutierrez
- E-Bass und Kontrabass: Lázaro ́ ́El Fino ́ ́ Rivero
- Schlagzeug, Perkussion, Congas, Darbuka, Bongo, Maracas, Güiro, Sonstiges: Yosvany ́ ́El Pipi ́ ́ Betancourt
- Tenorsaxophon und Altsaxophon Titel 1 und 7: Mariet Melgarejo
- Gesang und Begleitgesang: Merlin Lorenzo
- Begleitgesang: Emilio Martiní und Diego Gutiérrez
- Andy Williams Sample „Love is a many splendored thing“ auf Track 5

### Besondere Gäste
- Ernán López-Nussa: Akustisches Klavier auf „Circo“
- Yaroldy Abreu: Shaker, Botija, Kürbis, Basstrommel, Claves und Sonstiges
- Sergio Bienzobas (Spanien): Baritonsaxophon, Altsaxophon und Sopransaxophon in „A many splendored thing“ und „Definición del cariño“. Akkordeon auf „Casi Alondra“
- Pablo Cruz Placer: Sopransaxophon in „Carta de Penélope a Odiseo“
- Rosa García: Akustisches Klavier auf „Cincuenta por ciento“
- Mayquel Gonzälez: Trompete auf „Son de la nada“ und „Memorias“
- Yissy García: Schlagzeug auf „Carta de Penélope a Odysseus“ und „Definición del cariño“
- Ruly Herrera: Schlagzeug auf „Memorias“ und „A Many splendored thing“
- Ausführende Produzentin: Ingrid Elisabeth Gilart
- Aufnahme: Ing. Merlin Lorenzo
- Mischung: Merlin Lorenzo und Emilio Martiní
- Mastering: Ing. Orestes Águila
- Design: Juan Carlos Viera